# 鐵路自殺
鐵路自殺是指人類等動物個體藉由將自己的身體與行駛中的鐵路車輛碰撞所進行的自殺行為。 事故當事列車的駕駛人員，經常因此患創傷後壓力症；協助處理事故的其他人員，心理也會遭受一定衝擊。

## 參看
- 火車衝浪